# Hyalideae
Hyalideae, tribus glavočika iz potporodice Stifftioideae. Postoje četiri roda, dva iz Azije i dva iz Južne Amerike.

## Rodovi
1. Hyalis D. Don ex Hook. & Arn. (2 spp.)
2. Ianthopappus Roque & D. J. N. Hind (1 sp.)
3. Nouelia Franch. (1 sp.)
4. Leucomeris D. Don (2 spp.)